# Adnan Shaikh
Adnan Shaikh (* 12. April 1973 in Schmallenberg) ist ein deutscher Politiker (CDU) und seit dem 16. Februar 2020 Bürgermeister der Stadt Eschborn.

## Leben
Adnan Shaikh ist verheiratet und hat zwei Kinder.

## Ausbildung und Beruf
Von 1979 bis 1983 besuchte Adnan Shaikh zunächst die Walter-Kolb-Schule in Frankfurt am Main, anschließend die Leibnizschule, bevor er 1992 am Friedrich-Dessauer-Gymnasium sein Abitur ablegte. Von 1992 bis 1999 studierte er an der Johann Wolfgang Goethe-Universität Frankfurt am Main Biologie und Englisch auf Lehramt für Gymnasien. Sein Referendariat absolvierte er im so genannten „Höchster Schulverbund“ an der Helene-Lange-Schule und am Friedrich-Dessauer-Gymnasium.
Während seiner Studienzeit war Shaikh im Einzelhandel im Main-Taunus-Zentrum, als Deutschlehrer an der Privatschule Repton School in Derbyshire, England, als Basketballtrainer für den Olympischen Sportclub Frankfurt-Höchst sowie kurzzeitig 1999 bei einer Werbeagentur in Bad Homburg vor der Höhe tätig.
Sein Wirken als Lehrkraft begann 2002 als Studienrat an der Heinrich-von-Kleist-Schule in Eschborn. Im August 2009 folgte die Beförderung zum Schulleiter, wobei er bereits zuvor Teil der Schulleitung war.

## Politik
Mit den Kommunalwahlen in Hessen 2016 wurde Shaikh das erste Mal in ein öffentliches Amt gewählt. Als Mitglied der CDU gehörte er dem Magistrat als ehrenamtlicher Stadtrat (ohne Dezernat) an. Auf Vorschlag seiner Partei kandidierte er bei der Bürgermeisterwahl am 21. Oktober 2019 in Eschborn und setzte sich im ersten Wahlgang mit 50,2 Prozent der Stimmen gegen den Amtsinhaber und einen weiteren Mitbewerber durch. Sein Amtsantritt war am 16. Februar 2020. Bei der Kommunalwahl 2021 wurde Shaikh außerdem als Kreistagsabgeordneter des Main-Taunus-Kreises gewählt.